# Claspettomyia orientalis
Claspettomyia orientalis är en tvåvingeart som beskrevs av Junichi Yukawa 1968. Claspettomyia orientalis ingår i släktet Claspettomyia och familjen gallmyggor.
Artens utbredningsområde är Taiwan. Inga underarter finns listade i Catalogue of Life.